# ヴィウソン・シャヴィエル・ジ・メネゼス・ジュニオール
ヴィウソン（Vilson）ことヴィウソン・シャビエル・ジ・メネゼス・ジュニオール（ポルトガル語: Vilson Xavier de Menezes Júnior、1989年4月3日 - ）は、ブラジルの元サッカー選手。現役時代のポジションはDF。

## タイトル
ヴァスコ・ダ・ガマ
- カンピオナート・ブラジレイロ・セリエB: 2009

ヴィトーリア
- カンピオナート・バイアーノ: 2010

パルメイラス
- カンピオナート・ブラジレイロ・セリエB: 2013

コリンチャンス
- カンピオナート・ブラジレイロ・セリエA: 2017
- カンピオナート・パウリスタ: 2017, 2018